# Uncle Dave Macon
Uncle Dave Macon, (7. oktober 1870 – 22. marts 1952) var farmer i sin fødestat Tennessee nær byen Smartt Station, men ved siden af spillede han 5-strenget banjo hver lørdag til bal med en violinist og guitarist. Søndag morgen spillede de til gudstjeneste under navnet Fruit Jar Drinkers.
I en alder af halvtreds droppede han farmeriet og rejste rundt på turne med et vaudevilleshow, hvor han både sang og spillede sine egne sange og klovnede. Han dannede bro mellem det 19. århundredes vaudeville og hvad der skulle udvikle sig til det 20. århundredes countrymusik.
I 1924 blev han inviteret til New York for at indspille nogle hilbilly plader for pladeselskabet Okeh Records. De blev en stormende succes blandt publikum i Sydstaterne, og fra 1926 blev han inviteret til at spille i radioshowet Grand Ole Opry, hvor han var fast indslag med sin musik og vitser indtil sin død.
Hans musik er udpræget glad og lystig, der er ikke den melankoli over ham, som ellers kunne præge mange andre oldtime-musikere. Hans banjospil er den særprægede clawhammer banjo-stil, hvor strengene anslås med bagsiden af en negl, og hans sange er hurtige, lystige sange med humoristiske tekster, som Keep the Skillet Good and Greasy, I'll tickle Nancy og The old man's drunk again. Nogle prøver på gudstjenesten søndag formiddag har han også indspillet i form af hymner som f.eks. Shall we gather by the river. Begge type sange synges med en udpræget rustik stemme, der tydeligt morer sig.